# Montagu Bertie (2e comte de Lindsey)
Pour les articles homonymes, voir Montagu Bertie et Bertie.
Bertie Montagu (1608 - 25 juillet 1666) est un militaire, courtisan et homme politique anglais qui siège à la Chambre des communes entre 1624 et 1626. Il est créé baron Willoughby de Eresby par bref d'accélération en 1640 et hérite de la pairie de comte de Lindsey en 1642. Il combat dans l'armée royaliste pendant la guerre civile anglaise.

## Jeunesse
Il est né à Grimsthorpe, fils aîné de Robert Bertie (1er comte de Lindsey), et de sa femme Elizabeth Montagu, fille d'Edward Montagu (1er baron Montagu de Boughton). Après un bref temps au Sidney Sussex College, Cambridge, en 1623 il est député du Lincolnshire en 1624 et de Stamford de 1625 à 1626, année où son père, devient comte il prend le titre de Lord Willoughby de Eresby.
Au début de sa vie, il est également capitaine d'une troupe de cavalerie des Pays-Bas. Il prend parti en faveur du roi Charles Ier et est nommé membre de la Chambre privée, haut commissaire de Boston et commissaire, gardien et chef des rangs de Waltham Forest en 1634.
En 1639, il lève les life Guards du roi, troupe composée de quatre compagnies, pour servir dans la Première guerre des évêques et reçoit une capitainerie du régiment. L'année suivante, il est nommé haut responsable de l'honneur de Bolingbroke et du manoir de Sutton. Lorsque le Long Parlement est convoqué le 3 novembre 1640, il est convoqué à la Chambre des lords sous le titre de baron Willoughby de Eresby. En octobre 1641, Lord Willoughby et quatre compagnons, dont Endymion Porter, se rendent en Écosse. Leur visite est enregistrée dans un poème anonyme, A Scottish Journie.

## Guerre civile anglaise
Lord Willoughby et son père soutiennent le roi et forment un régiment de cavalerie dans le Lincolnshire en son nom. Lord Willoughby commande les gardes à Edgehill, où son père est mortellement blessé par un coup dans la cuisse. Willoughby se rend aux parlementaires afin d'assister son père, qu'il remplace comme comte de Lindsey et Lord-grand-chambellan. Il est emprisonné au château de Warwick, où il écrit une déclaration provocante et une justification de sa loyauté envers le roi. Il n'est libéré que lors d'un échange de prisonniers en juillet 1643, après quoi il rejoint le roi à Oxford et est nommé conseiller privé en décembre. Colonel du King's Life Guards et, par la suite, Lieutenant général du groupe Life Guards "and all the foot", il combat lors de la première bataille de Newbury, du pont Cropredy, de Lostwithiel et de la deuxième bataille de Newbury et est blessé à la Bataille de Naseby. En plus de ses services militaires pour le roi, Lindsey est commissaire chargé de traiter avec le Parlement et demande instamment la réconciliation. Le roi nomme Lindsey au poste de gentilhomme de la chambre à coucher de 1643 à 1649 et de commissaire, gardien et garde forestier de Woodstock en 1644.
Lindsey est présent à la capitulation d’Oxford en juin 1646, assiste au roi en 1647 et finit par remplir les fonctions de commissaire du traité de Newport en 1648. Il continue d'assister le roi pendant son procès et accompagne le corps du roi jusqu'à son enterrement à Windsor. Lindsey paie une lourde amende pour son allégeance, de 4360 £ (plus tard réduite à 2100 £), une somme qu'il ne paie pas avant 1651.

## Commonwealth et restauration
Après l'exécution du roi, Lindsey se retire dans la vie privée et, bien que ses mouvements soient surveillés de près par le Conseil d'État, en particulier pendant le soulèvement de Penruddock et la rébellion de Booth, il ne participe apparemment pas au mouvement royaliste.
Après la restauration, Lindsey est nommé de nouveau au Conseil privé, admis comme lord Grand Chambellan et nommé Lord Lieutenant du Lincolnshire. Il est fait chevalier de la jarretière le 1er avril 1661 et officie en tant que lord Grand Chambellan lors du couronnement de Charles II le 23 avril 1661. En 1662, le poste du Comte-maréchal est mis en commission et il est nommé l'un des commissaires. Lindsey est décédé en 1666 à Campden House, Kensington, chez son gendre, et est enterré à Grimsthorpe.

## Famille
Il épouse, le 18 avril 1627, Martha Ramsay (née Cockayne), comtesse douairière de Holderness et fille de William Cockayne, à l'église de St Peter-le-Poor à Londres. Ils ont eu huit enfants:

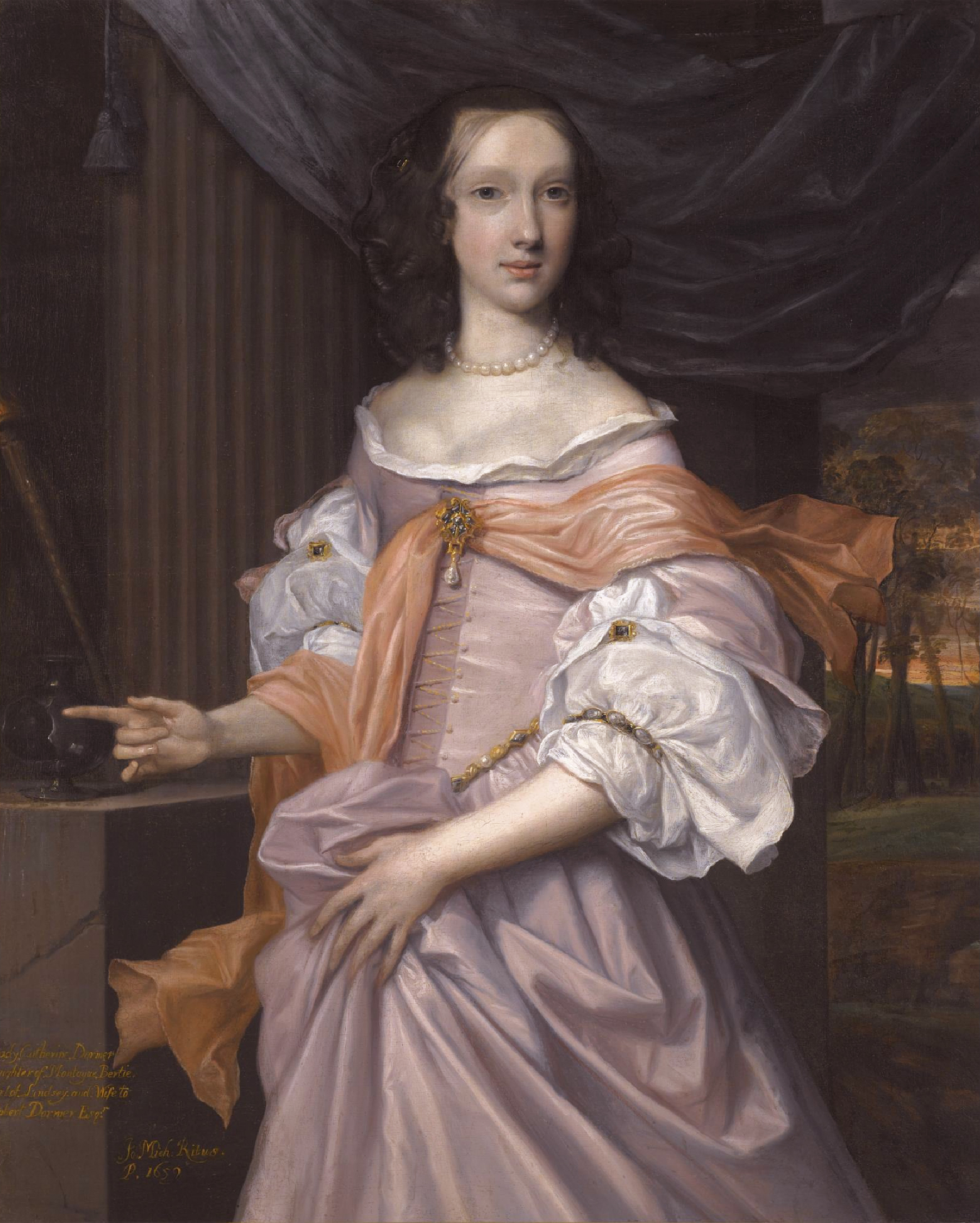
Catherine Dormer (décédée en 1659) (John Michael Wright, 1659)

- Robert Bertie (3e comte de Lindsey) (1630-1701)
- Peregrine Bertie (1634-1701)
- Richard Bertie (ca. 1635 - 19 janvier 1685)
- Vere Bertie (décédé le 13 février 1681)
- Charles Bertie (1640-1711)
- Elizabeth Bertie (décédée en 1683), épouse Baptiste Noel (3e vicomte Campden)
- Bridget Bertie (1629 – 7 janvier 1704), épouse Thomas Osborne (1er duc de Leeds)
- Catherine Bertie, mariée à Robert Dormer

Martha meurt en juillet 1641 et Bertie épouse en secondes noces, entre 1646 et 1653, Bridget Wray, la baronne Norris, fille d'Edward Wray (en) et d'Elizabeth Norris (en). Ils ont quatre enfants
- James Bertie (1er comte d'Abingdon) (1653-1699)
- Edward Bertie
- Henry Bertie (1656-1734)
- Mary Bertie (1655–1709), mariée à Charles Dormer (2e comte de Carnarvon)[9]